# Юлбат
Юлбат — село в Сабинском районе Татарстана. Административный центр Юлбатского сельского поселения.

## География
Находится в северо-западной части Татарстана на расстоянии приблизительно 4 км на юг-юго-восток по прямой от районного центра поселка Богатые Сабы у речки Казкаш.

## История
Известно с 1678 года, упоминалось также как Енбулатова, Ямбулатово. В начале XX века упоминалось о наличии мечети и мельницы.
По сведениям переписи 1897 года, в деревне Ямбулатова Мамадышского уезда Казанской губернии жили 658 человек (313 мужчин и 345 женщин), все мусульмане.

## Население
Постоянных жителей было: в 1782 — 70 душ мужского пола, в 1859—443, в 1897—692, в 1908—902, в 1920—869, в 1926—827, в 1938—725, в 1949—529, в 1970—524, в 1979—422, в 1989—453, 428 в 2002 году (татары 100 %), 428 в 2010.